# Euforia de gênero
Euforia de gênero (português brasileiro) ou género (português europeu) é uma expressão proposta em oposição à disforia de gênero, para designar a satisfação, o prazer ou o alívio que sentem as pessoas trans quando percebem que seu corpo corresponde a sua identidade de gênero.
Congruência transgénero também se usa para pessoas transgénero que se sentem genuínas, autênticas e cómodas com sua identidade de género e aparência.

## Definições
Healthline define a euforia de gênero como "sentimentos de alinhamento ou alegria a respeito da identidade ou expressão de género [de alguém]", enquanto a definição de Psych Central é "alegria profunda quando tua identidade de género interna coincide com tua expressão de género".

## História
Em 1986, o termo publicou-se pela primeira vez num contexto trans, como parte de uma entrevista com uma pessoa trans: "disforia de género, e um termo do que parece excessivamente orgulhoso, euforia de género". Publicaram-se usos similares em 1988. O mesmo termo já havia sido usado em 1979, mas para descrever o privilégio masculino presente aos homens negros.
Em uma entrevista de 1988 com um homem trans, o sujeito afirma: "Acho que o dia em que [Dr. Charles Ilhenfeld] me deu minha primeira injeção da 'droga maravilhosa' deve ter sido uma das 'experiências máximas' da minha vida: - falar sobre 'euforia de gênero'!". A entrevista indica que ele está se referindo à testosterona.
Em 1989, Mariette Pathy Allen publicou a citação anônima de uma pessoa trans em seu livro de fotos Transformations: "Os psiquiatras podem chamar isso de 'disforia de gênero', mas para alguns de nós, é 'euforia' de gênero, e não vamos nos desculpar mais!".
Em 1990, Virgínia Prince usou a frase na revista trans Femme Mirror, encerrando um artigo com "...a partir de agora você pode desfrutar de EUFORIA DE GÊNERO - TENHA UMA BOA VIDA!".
A partir de 1991, um boletim mensal chamado Gender Euphoria foi publicado, com artigos sobre questões transgênero; Leslie Feinberg leu o boletim informativo para entender melhor a comunidade transgênero. Em 1993, a sinopse de The Other Side, de Nan Goldin, dizia: "As imagens deste livro não são de pessoas que sofrem de disforia, mas expressam euforia de gênero".
Em 1994, o jornal escocês "TV/TS" The Tartan Skirt escreveu: "Vamos acentuar o positivo, descartar o negativo e promover o novo status de 'Euforia de Gênero'".
Em 1997, Patrick Califia descreveu ativistas transgênero fazendo piquetes com cartazes que diziam "Euforia de gênero, não disforia de gênero" e distribuindo "milhares de folhetos" em protestos.

No ano seguinte, em 1998, Second Skins: The Body Narratives of Transexuality relatou:
O grupo transativista Transsexual Menace está fazendo campanha para que o diagnóstico "transtorno de identidade de gênero" seja removido completamente do Manual Diagnóstico e Estatístico de Transtornos Mentais. "Euforia de Gênero NÃO Disforia de Gênero"; seus slogans revertem a patologização da transgeneridade, oferecendo orgulho na diferença queer como uma alternativa à história psiquiátrica.
Em 2019, o festival Midsumma na Austrália sediou o "Gender Euphoria", um cabaré com foco na "felicidade" em experiências transgênero, incluindo apresentações musicais, de balé e burlescas. Um crítico o descreveu como "triunfante: honesto, despretensioso, pungente e uma celebração da vida".